# Тхор Павло Юхимович
Павло Юхимович Тхор (11 серпня 1912 року, с. Підлипне Сумська область (зараз частина м. Конотоп) — 22 грудня 1992 року, Єкатеринбург) — радянський інженер-конструктор, лауреат Ленінської премії (1966 року).
Закінчив Харківський університет (1938 року), відділення математики.
Вчитель у школі (1938—1939 роки), інженер-конструктор Харківського турбогенераторного заводу (1939—1941 роки).
У 1941—1985 роках працював на Турбомоторному заводі у Свердловську: інженер-конструктор, начальник конструкторського бюро (1951—1968 роки), начальник відділу розрахунків, інженер-конструктор СКБ.
Керував виконанням розрахунків при проектуванні теплофікаційних турбін потужністю від 6 до 250 тис. кВт.

## Нагороди
За створення теплофікаційної турбіни потужністю 100 тис. кВт. нагороджений Ленінською премією.